# Centaurea kerneriana
Centaurea kerneriana — вид квіткових рослин айстрових (Asteraceae). Ендемік Болгарії.

## Середовище
Населяє кам'янисті місцевості.

## Морфологічна характеристика
Це багаторічник 10–30 см заввишки, зелений. Листки по краях шкірчасті, щільні, черешкові, довгасті, надрізані зубчасті або ліроподібні. Квіткові голови 1–2, радіально яйцеподібні. Обгортка гола. Квітки пурпурові. Період цвітіння: пізня весна, літо.